# Behind These Hazel Eyes
„Behind These Hazel Eyes” cel de-al treilea single extras de pe cel de-al doilea album al cântăreței americană Kelly Clarkson, intitulat Breakaway.
Cântecul a fost aranjat muzical și mixat de Serban Ghenea. A fost scris de către Kelly, Max Martin și Dr. Luke și co-produs de Max și Luke. Surprinzător, Kelly aproape că nu a vrut să includă acestă melodie pe album din cauză că nu era mulțumită de sensul textului. Totuși, după o relație nereușită, ea a văzut potențialul cântecului și l-a rescris, incluzând versuri mai întunecate, noul cântec reprezentând o parte personală din viața sa.
În acest single Clarkson descrie relația sa cu un bărbat care i-a frânt inima și căruia nu-i pasă de lacrimile pe care le-au vărsat ochii săi căprui. Textul este bazat pe o poveste reală și sugerează ca și inspirație relația sa cu David Hodges care a părăsit-o pe Brianne pentru a se căsători cu fosta sa iubită.
Asemeni precedentelor sale, single-ul Behind These Hazel Eyes a câștigat poziții în topurile din toată lumea și a ajutat albumul Breakaway să rămână în topuri ca și unul dintre cele mai bine vândute albume ale anului 2005.

## Videoclip
Videoclipul oficial a fost produs de către Joseph Kahn și filmat în Toronto în luna Aprilie a anului 2005. Asemenea textului și clipul conține materiale autobiografice. În acesta Kelly poate fi văzută îmbrăcată în mireasă, fiind foarte tulburată și este forțată să dezvăluie o altă latură a sa, una mult mai gotică. În prima parte Clarkson încearcă să admită că are o relație perfectă, deși iubitul său o înșeală . Fiind foarte neliniștită ea încearcă să fugă de prezent și ajunge într-o pădure, unde o întâlnește pe jumătatea sa întunecată, care o ajută să realizeze adevărata față a relației sale. Ea ajunge să admită că nunta nu mai poate avea loc și ajunsă în biserică, ea aruncă buchetul în urma sa și pleacă. Unii dintre invitați încearcă să o oprească, dar este în zadar. În final ea este surprinsă ieșind din biserică.

## Variante ale melodiei
1. Varianta de pe album 3:18
2. Bermudez & Harris Lasik Surgery Mixshow 5:20
3. Bermudez & Harris Lasik Surgery Mixshow Edit 3:26
4. Bermudez & Harris Lasik Surgery Mixshow Instrumental 5:20
5. Bermudez & Harris Lasik Surgery Top 40 Radio Mix 3:10
6. Bermudez & Harris Lasik Surgery A Cappella 2:58
7. Bermudez & Harris Lasik Surgery Ulti-Remix 5:20
8. Al B. Rich Remix (aka Mynt Remix) 3:08

## Pozițiile ocupate în clasamente
| Clasamentul (2005)            | Poziția maximă ocupată |
| ----------------------------- | ---------------------- |
| U.S. Billboard Hot 100        | 6                      |
| U.S. Billboard Pop 100        | 3                      |
| U.S. Adult Contemporary       | 13                     |
| U.S. Dance Radio Airplay      | 2                      |
| ARC Weekly Top 40             | 2                      |
| Australian ARIA Singles Chart | 6                      |
| Canadian Singles Chart        | 4                      |
| Dutch Singles Chart           | 7                      |
| Indonesian Singles Chart      | 1                      |
| Irish Singles Chart           | 4                      |
| Poland                        | 1                      |
| New Zealand Singles Chart     | 7                      |
| Singapore Top 20 Airplay      | 1                      |
| South African Singles Chart   | 2                      |
| Swedish Singles Chart         | 21                     |
| UK Singles Chart              | 9                      |
| Mexican Top 100 Singles Chart | 11                     |
| Mexican Digital Sales Chart   | 28                     |
| United World Chart            | 1                      |